# 渤海银行
渤海銀行股份有限公司（簡稱渤海銀行，縮寫：CBHB，港交所：9668）是中華人民共和國的一家全國性股份制商業銀行。渤海銀行采取發起設立，注冊資本85億元人民幣，發起人以貨幣認購全部股份。2005年12月31日成立，2006年2月对外营业。渤海銀行是中華人民共和國建立以來首個總部設立于天津的全國性股份制商業銀行，也是第一家在發起設立階段就引入境外戰略投資者的中資商業銀行。

## 曆史沿革
- 2003年10月29日，中華人民共和國國務院批准渤海銀行籌建。
- 2004年9月23日，渤海銀行籌建工作領導小組辦公室與渣打銀行簽署了框架協議，後來渣打銀行成爲渤海銀行的第二大股東；12月30日，中國銀行業監督管理委員會批准渤海銀行的籌建方案。
- 2005年9月6日，在中國國務院總理溫家寶和英國首相布萊爾的見證下，渤海銀行的發起人協議在人民大會堂簽署。同日下午，渤海銀行籌建工作正式宣布進入開業准備階段。
- 2005年12月31日，時任中共中央政治局委員、天津市委書記張立昌出席了渤海銀行成立大會暨揭牌儀式，並爲渤海銀行股份有限公司揭牌。時任天津市委副書記、市長戴相龍一同出席並發表了講話。
- 2006年2月16日，渤海銀行在總行所在地天津正式對外營業。
- 2006年8月28日，渤海銀行設立的第一家分行在天津濱海新區開業。
- 2007年3月20日，國家外彙管理局正式批准渤海銀行成爲中國第一家實行結售彙綜合頭寸正負區間的管理模式的銀行。
- 2007年9月28日，渤海銀行首家異地分行——北京分行開業。
- 2007年12月20日，渤海銀行第二家異地分行——杭州分行開業。
- 2016年7月，香港代表處升級爲香港分行[2]。
- 2017年6月，渤海銀行被許以金融債券發行資格[3]。
- 2018年，渤海银行株洲分行与株洲市商品房预售资金监管机构签订了《株洲市新建商品房预售资金监管合作协议》，銀行成為株洲市商品房预售资金监管合作银行。2019年5月至2021年6月期间，渤海银行株洲分行分别与株洲德胜置业有限公司、株洲理想城房地产开发有限公司签订《株洲市新建商品房预售资金监管协议》，銀行成为恒大株洲誉苑、北大资源株洲天池等项目商品房预售资金监管银行。後來湖南方面指由于渤海银行擅自扣划资金导致房地产项目无法如期完工，2023年3月28日，湖南省住建厅要求湖南省内商品房预售资金监管机构暂停与渤海銀行合作。[4]

## 業務發展
截至2017年6月30日，渤海銀行在中國大陸已開設了23家一級分行、23家二級分行、120家支行、88家社區小微支行，並在香港設立了分行，下轄分支機構網點總數達到254家，網點布局覆蓋了環渤海、長三角、珠三角及中西部地區的重點城市。同時在英國《銀行家》雜志公布的2017年“全球銀行1000強”排名中，渤海銀行排名爲200位。

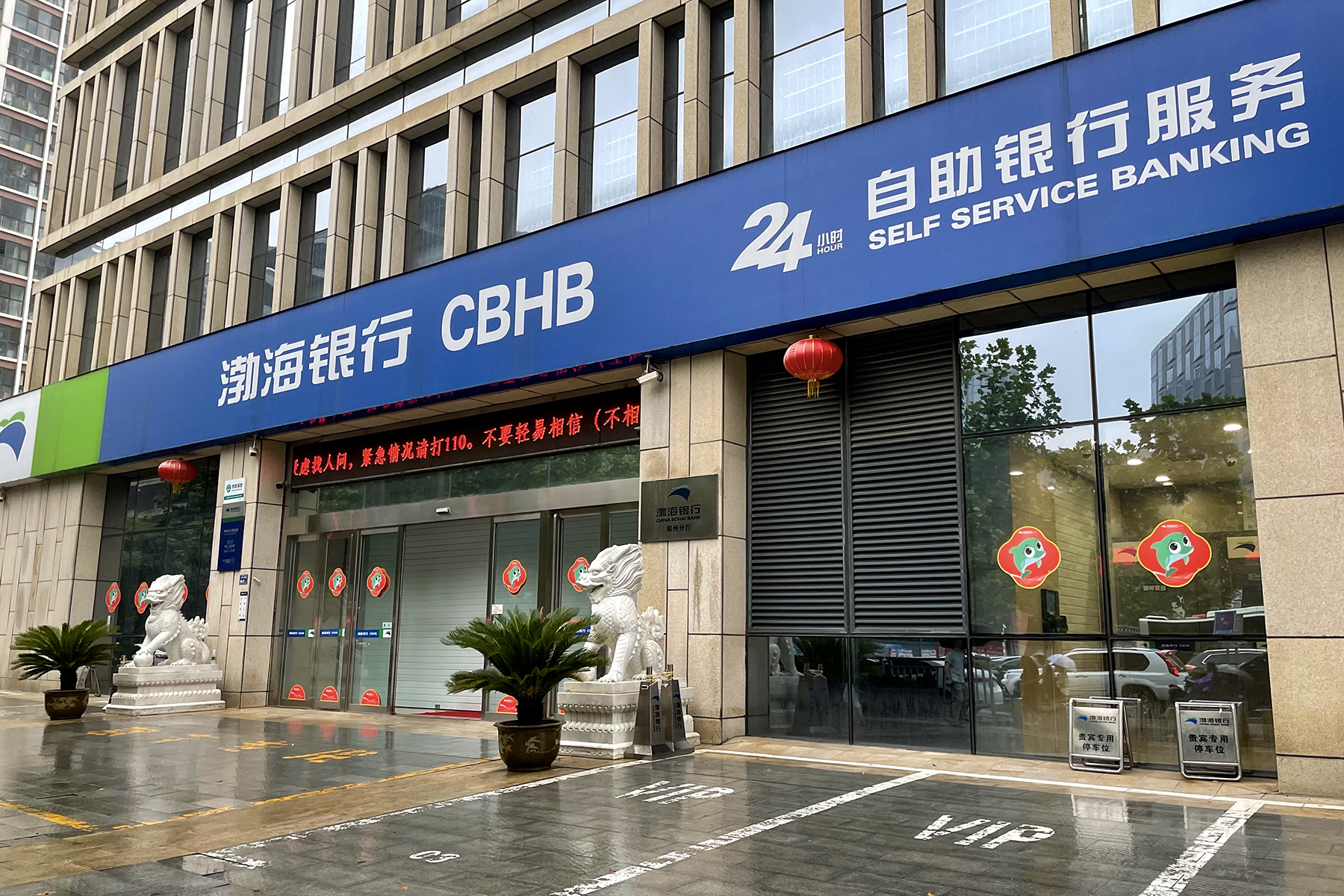
郑州分行
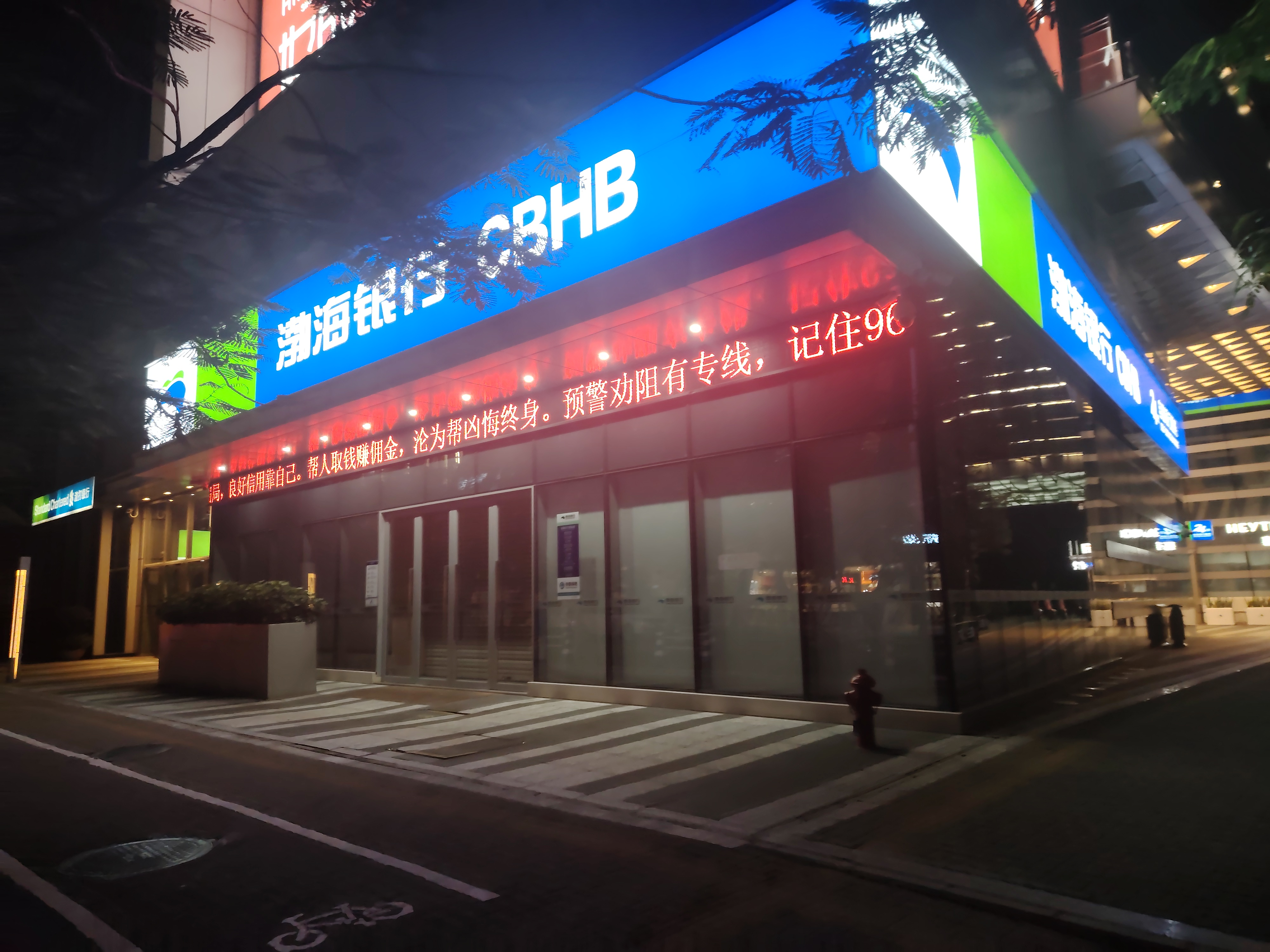
深圳分行
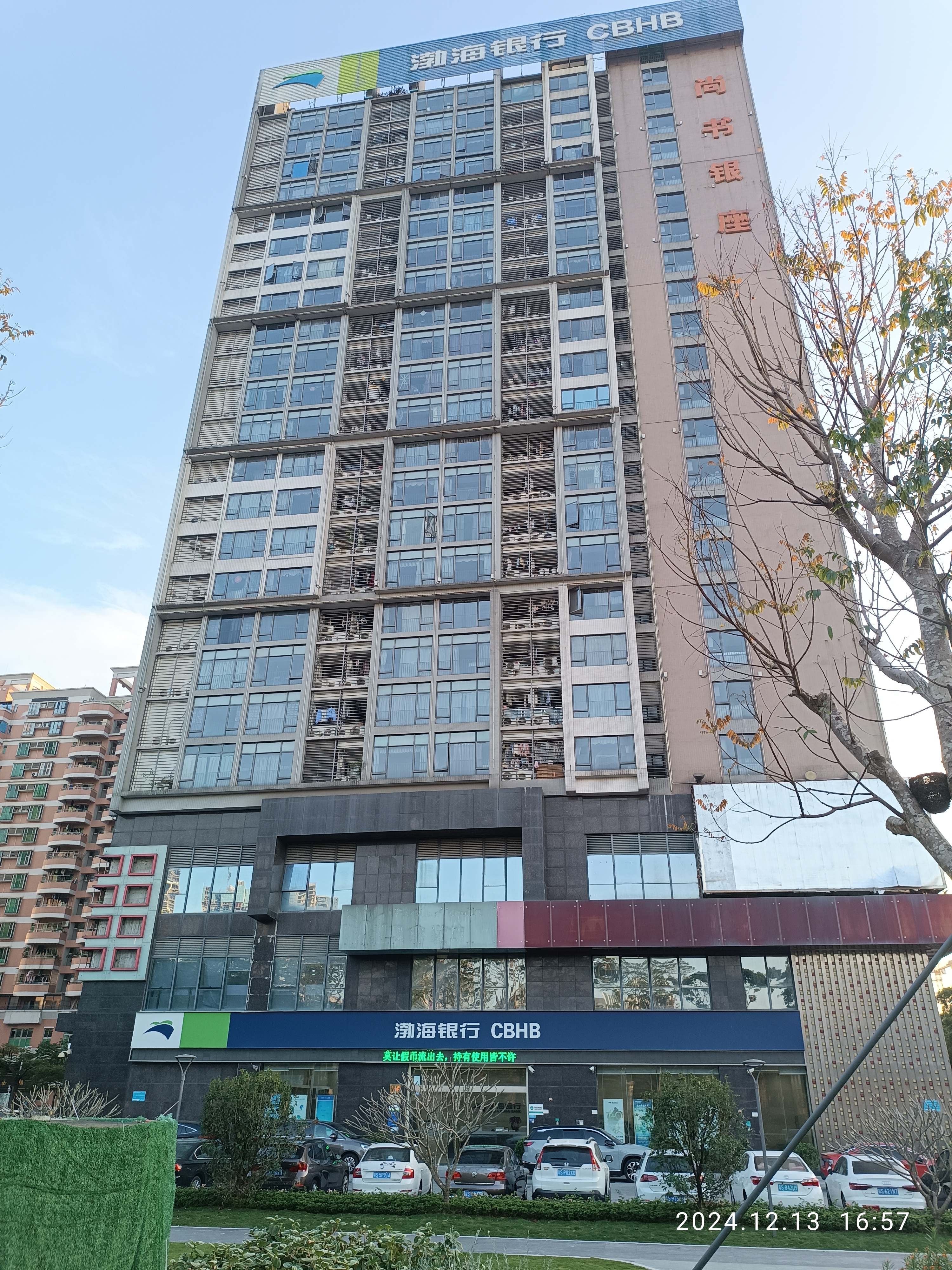
东莞分行

### 渤海銀行與北京銀行全面合作
2011年7月13日，渤海銀行與北京銀行簽署全面合作協議。合作領域涉及：資金融通、國際業務、代理業務、投行業務、信貸資産轉讓、保理代付、櫃面通業務、支付結算業務、銀行卡業務、代理貼現等多方面。 

### 啓動上市進程
2017年6月27日，渤海銀行董事長李伏安在2017夏季達沃斯論壇“中國金融改革的全球影響”分論壇上透露，渤海銀行將于下半年開始上市啟動進程，如果較順利的話，明年上半年能夠推動上市。
2020年6月30日，渤海銀行在香港進行公開招股，每股H股招股價介乎4.75元至4.98港元，發售約28.8億股，最多集資143.4億港元。

### 正式上市
2020年7月16日，渤海銀行在總部天津透過網路連線在香港聯交所掛牌上市，成為2020年首家在香港上市的銀行。

## 負面新聞、糾紛、訴訟

### 渤海銀行北京房貸業務被銀監會叫停
2010年4月，渤海銀行北京房貸業務被銀監會叫停，原因是2009年以來該行二套房房貸很少實行4成首付，或是利率遵照基准利率1.1倍發放房貸。

### 濟南分行違規攬儲事件
2010年5月，有媒體報道稱在渤海銀行濟南分行，憑2萬元定期存款便可免費領取1年的報紙，而山東省銀監局和山東省銀行業協會共同開展的“維護市場秩序月”活動也恰從2010年5月1日開始，到5月31日結束。此次活動就是制止、打擊銀行攬儲和推銷理財産品時的不正當競爭行爲，強調銀行不得將存款作爲考核指標下達給工作人員。渤海銀行頂風作案，可謂膽大包天。

### 太原分行儲戶千萬存款被員工私自挪用事件
2010年11月，渤海銀行太原分行幾十位儲戶發現自己的上千萬存款，在不知情的情況下通過網銀被轉走，經調查發現盜走客戶存款的是渤海銀行太原分行的員工。而這些被盜存款並未進入銀行員工的腰包，而是被放貸給需要資金的人。根據當地警方調查，該分行員工內外勾結，高息攬儲，然後以客戶名義私開網銀，再利用網銀盜取客戶存款。此事一定程度上反映出渤海銀行內部風險控制的漏洞。

### 南京分行億元貸款被卷事件
2011年8月，南京宇揚集團董事長楊軍失蹤，後被查出其因攜巨款而失蹤。包括一些國有大行和股份制銀行，都被卷入其中，貸款總量不少于3億元人民幣。渤海銀行作爲最近一家向該集團發放貸款的銀行，向宇揚集團開具了兩張銀行承兌彙票，分別爲9000萬元和5960萬元。由于銀行彙票需要有貸款額一定比例的存款作爲保證金，而南京宇揚集團通過集團成員企業間互相擔保，因此所謂擔保形同虛設。而渤海銀行在明知風險的情況下，仍向南京宇揚集團發放貸款，暴露出其內部風險控制的嚴重問題。

### 南京分行28亿元存款被挪用事件
2021年10月末，江西济民可信集团在其微信公众号上指渤海银行南京分行营业部违反基本银行规则，在存款方（即济民可信及其下属企业）不知情的情况下于同年8月中旬动用该企业下属两家子公司28亿元的存款，给无关联的第三方企业，即华业石化南京有限公司提供票据融资担保，并已做出多笔质押担保融资。济民可信方面称8月中旬时，有人冒充济民可信及其子公司人员，以伪造的材料试图办理存款质押，包括将某金融商品的电子存单改为纸质存单等，以便办理质押担保手续。事件爆出后，渤海银行方面称已向公安机关报案。

## 外部連結
- 渤海銀行官方網站 （页面存档备份，存于）（简体中文）
  - China BOHAI Bank （页面存档备份，存于）（英文）